# Gypsophila capituliflora
Gypsophila capituliflora är en nejlikväxtart som beskrevs av Franz Josef Ivanovich Ruprecht. Gypsophila capituliflora ingår i släktet slöjor, och familjen nejlikväxter. Inga underarter finns listade i Catalogue of Life.